# Beverly, Kansas
Beverly är en ort i Lincoln County i Kansas. Vid 2020 års folkräkning hade Beverly 135 invånare.